# Triodia triaristata
Triodia triaristata är en gräsart som beskrevs av Michael Lazarides. Triodia triaristata ingår i släktet Triodia och familjen gräs. Inga underarter finns listade i Catalogue of Life.